# Granville (New York)
Granville è un comune degli Stati Uniti d'America, situato nello stato di New York, nella contea di Washington.